# Ленино (Белозерский район)
Ленино — деревня в Белозерском районе Вологодской области.
Входит в состав Глушковского сельского поселения, с точки зрения административно-территориального деления — в Глушковский сельсовет.
Расстояние по автодороге до районного центра Белозерска — 19 км, до центра муниципального образования деревни Глушково — 12 км. Ближайшие населённые пункты — Павлово, Потеряево, Филино.
По данным переписи в 2002 году постоянного населения не было.